# Glymur

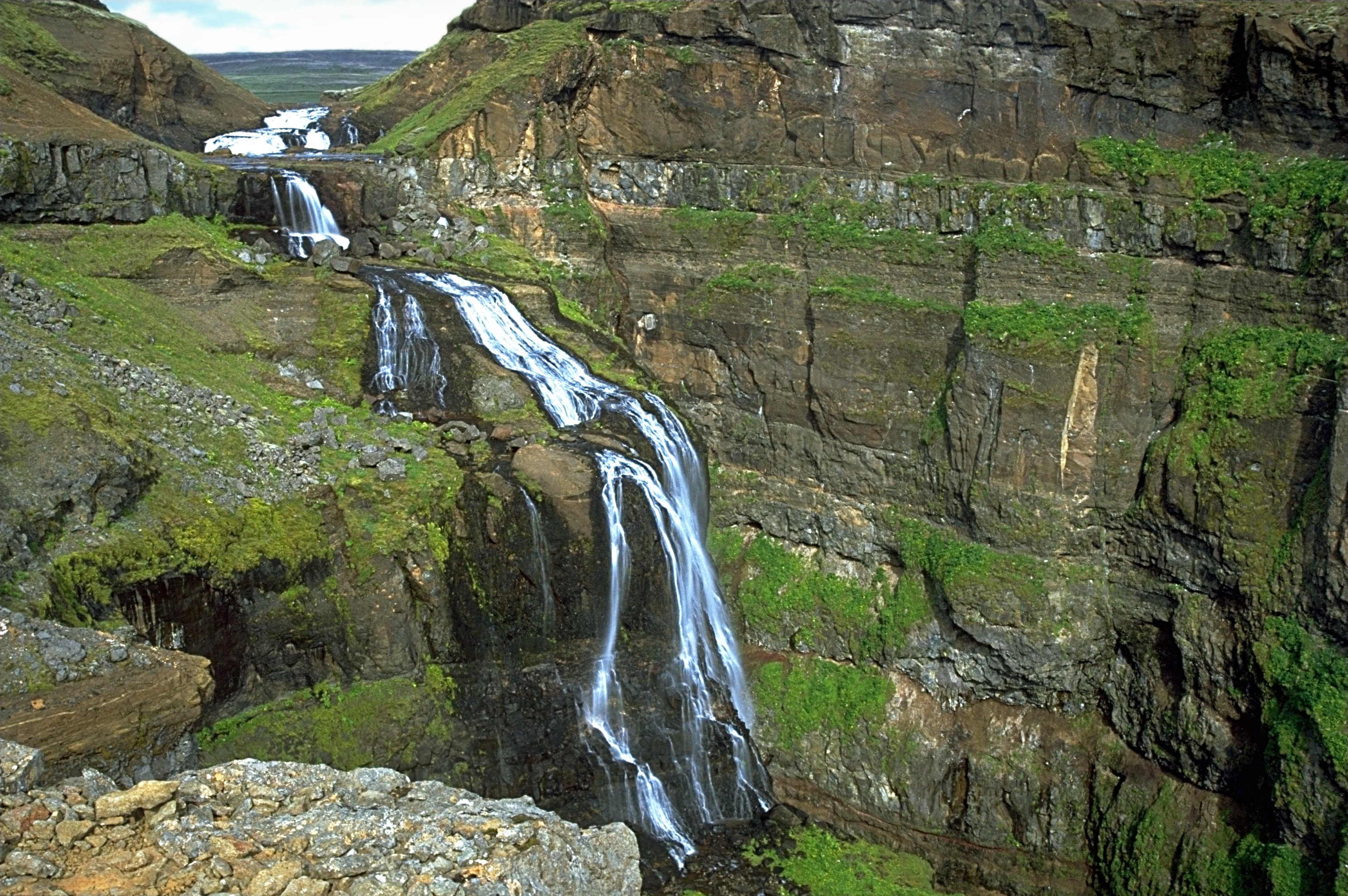
Cascada Glymur

Glymur este o cascadă de apă cu o înălțime de 196 metri, fiind astfel și cea mai înaltă cascadă din Islanda. Este situată lângă capătul Hvalfjörður. 